# Jiří Ottopal
Jiří Ottopal (* 14. června 1942 Zlín) je bývalý český fotbalový záložník.

## Hráčská kariéra
V československé nejvyšší soutěži hrál za Jiskru Otrokovice v ročníku 1964/65 při její jediné účasti, aniž by skóroval.
V Otrokovicích s fotbalem začínal a hrál zde až do roku 1961. V sezoně 1960/61 vyhrál otrokovický dorost moravsko–slezskou skupinu dorostenecké ligy. Poté se stal mistrem ČSR, když nejprve v sobotu 10. června 1961 na Letné podlehl pražské Dukle 1:2, aby ji v sobotu 24. června 1961 v otrokovické odvetě porazil 2:0 (branky vstřelili Šimčík a Kotásek) a postoupil tak do celostátního finále proti Slovanu Bratislava. Po výhrách 5:0 v Bratislavě (hráno v sobotu 1. července 1961) a 3:2 v Otrokovicích (sobota 8. července 1961, obě branky Jiskry dal Kotásek) se stal mistrem Československa v dorostenecké kategorii bratislavský Slovan.

### Prvoligová bilance
| Ročník          | Zápasy | Góly | Minuty | Klub                 |
| --------------- | ------ | ---- | ------ | -------------------- |
| I. liga 1964/65 | 4      | 0    | 360    | TJ Jiskra Otrokovice |
| CELKEM I. LIGA  | 4      | 0    | 360    |                      |

### Nižší soutěže
Od roku 1961 studoval na SVŠT v Bratislavě a nastupoval za juniorku místního Slovanu. V roce 1964 studia přerušil a působil opět v otrokovické Jiskře. Během podzimu 1964 se do Bratislavy vrátil, školu zde úspěšně dokončil v roce 1967. Poté byl na vojně a následně hrál za TJ Valašské Meziříčí.